# Niger (reka)
Niger je glavna reka v zahodni Afriki, dolga okoli 4000 km. Izvira v Gvineji, ob meji s Sierro Leone, ter se nato v obliki polmeseca vije skozi Gvinejo, Mali, državo Niger (ki je poimenovana po reki), Benin in Nigerijo, ter se v obsežni delti prazni v Gvinejski zaliv. Niger je tretja najdaljša afriška reka; daljši sta le še Nil in Kongo (znana tudi kot Zair). Njen glavni pritok je reka Benue. Po reki sta dobili ime državi Niger in Nigerija.

## Etimologija imena
Izvor imena reke Niger ni povsem jasen. Po prepričanju nekaterih znanstvenikov ime izvira iz latinske besede niger, ki pomeni črna. Drugi so mnenja, da je ime popačenka tuareškega imena za reko, ki je egerew n-igerewen (»reka vseh rek«), in se še danes uporablja v srednjem toku reke, predvsem v okolici Timbuktuja.
Srednjeveški evropski zemljevidi za uporabljajo ime Niger le za zgornji in srednji tok reke (do območja sedanjega Malija), za spodnji tok reke (na območju današnje Nigerije) pa uporabljajo ime  Quorra (Kworra). Razlogi za to so v tem, da je v srednjem veku veljalo prepričanje, da sta to dve ločeni reki.

## Geografija
Niger izvira v gorskem masivu Fouta Djalon v Gvineji. Nato s severo-vzhodni smeri prečka Mali, in se pri Timbuktuju, kmalu po tem, ko priteče v Saharo, počasi obrne proti jugo-vzhodu in vlažnejšim območjem. Poleg pomembne vloge, ki jo ima reka za namakanje, predstavlja Niger tudi pomembno prometno pot. Poleg tega ima ribolov na reki izjemen gospodarski pomen, reka pa, predvsem v zadnjih letih, postaja tudi velika turistična atrakcija. Na širšem območju okoli Moptija se Niger razcepi v številne rokave, ki se po nekaj sto kilometrih spet združijo. Ta, t. i. notranja delta je široka okoli 200, dolga pa okoli 500 km. Niger je relativno bistra reka, ki s seboj nosi le desetino sedimenta, ki ga nosi Nil. Glavni razlog za bistrost reke je v njenem izviru, saj reka v zgornjem toku teče po starih kamninah. Podobno kot Nil tudi Niger vsako leto poplavlja. Poplavljati začne septembra. Najvišji vodostaj doseže v novembru, maja pa se poplavljalnje preneha. V času poplav se notranja delta iz rokavov in manjših jezer spremeni v velikansko jezero s površino okoli 20.000 km², naplavine, ki jih pusti za seboj voda pa so pomembne za kmetijstvo.
Reka se v Gvinejski zaliv izliva v obliki delte, ki je klasične lokaste oblike. Razteza se od reke Benin na zahodu do reke Imo na vzhodu. Najjužnejša točka izliva je Palm Point blizu Akasse, najsevernejša pa Aboh, kjer se Niger razcepi na dva glavna toka. Delta se razteza na površini 70.000 km², kar jo uvršča med največje na svetu. Predvidevajo, da je delta začela nastajati pred okoli 40 do 50 milijoni let v dobi eocena z zaporednim nalaganjem debelih plasti hidrokarbonatnih usedlin.
V delti Nigra se razprostirajo tretji največji gozdovi mangrove, v njej pa so tudi velika nahajališča nafte.

### Pritoki
- Milo
- Tinkisso
- Niandan
- Sankarani
- Bani
- Sokoto
- Kebbi
- Kaduna
- Gorouol
- Béli
- Dargol
- Sirba
- Tapoa
- Goroubi
- Diamangou
- Mékrou
- Alibori
- Sota
- Benue

### Kraji
- Bamako
- Dargol
- Gao
- Gaya
- Kollo
- Lokoja
- Mopti
- Niamey
- Onitsha
- Port Harcourt – zahodno od delte Niger
- Say
- Ségou
- Tillabéri
- Timbuktu

## Raziskovanja reke
Reka je bila za znanost neznanka vse do poznega 18. stoletja. Stari Rimljani so bili mnenja, da je bil zgornji tok Nigra (do današnjega Timbuktuja) del rečnega sistema Nila, kar je v svojih delih večkrat zapisal tudi Plinij starejši. Po njem je mnenje povzel tudi Ibn Batuta. Kasneje je v Evropi prevladalo mnenje, da Niger v zgornjem toku pravzaprav teče proti zahodu in se izliva v reko Senegal.
Evropejci so organizirali veliko raziskovalnih odprav, ki pa so bile vse po vrsti neuspešne. Zato so leta 1788 v Angliji ustanovili African Association, organizacijo, ki je spodbujala raziskovanje Afrike. Eden glavnih ciljev je bil raziskovanje reke Niger. Junija 1796 je tako pod okriljem te organizacije škotski raziskovalec Mungo Park prvi uradno dosegel srednji tok reke. Pravi tok reke je opisal v svoji knjigi Travels in the Interior of Africa, ki jo je izdal leta 1799..
24. oktobra 1946 so se Francozi Jean Sauvy, Pierre Ponty in Jean Rouch, nekdanji uslužbenci v afriških francoskih kolonijah, odpravili na pot po celotnem toku reke. Kot prvi so skušali reko raziskati od izvira do izliva. Svojo pot so začeli v bližini Kissidougoua v Gvineji. Sprva so napredovali peš, kasneje pa so za plovbo uporabili splav in lokalna plovila. Pierre Ponty je ekspedicijo končal predčasno na polovici poti v bližini mesta Niamey. Preostala člana sta ustje dosegla 25. marca 1947. Raziskovalci so pot dokumentirali s 16 milimetrsko filmsko kamero, iz posnetkov pa je kasneje Jean Rouch ustvaril svoja prva dva etnografska dokumentarca: "Au pays des mages noirs" ter "La chasse à l’hippopotame". S fotografijami s filma je Rouch kasneje opremil tudi svojo knjigo z naslovom "Le Niger En Pirogue" (Fernand Nathan, 1954), Jean Sauvy pa svojo “Descente du Niger” (L'Harmattan 2001). Na potovanje so raziskovalci vzeli tudi tipkalni stroj, s katerim je Pierre Ponty pisal časopisne članke, ki jih je nato iz naseljenih mest pošiljal v uredništva.
Leta 2005 je enako pot od izvira do izliva opravil tudi norvežan Helge Hjelland. Iz posnetkov, ki jih je posnel med potjo je ustvaril dokumentarni film z naslovom "The Cruellest Journey"..